# Оттава (станція)
Оттава (англ. Ottawa station або англ. Ottawa Train Station) — головна залізнична станція та головний вокзал міста Оттава. Вокзал розташований за 4 км на схід від центру міста, в районі Іствей-Гарденс, за адресою: Трамбле-роуд, 200. Приймає міжміські поїзди компанії Via Rail, які йдуть на захід до Торонто та на схід до Монреаля, а також компаній Canadian National Railway (CNR), Canadian Pacific Railway (CPR) та автобуси деяких авіакомпаній.

## Історія
У 1912–1966 роках головним вокзалом Оттави був вокзал Юніон (раніше — Центральний), розташований у центрі міста, неподалік від Будівель Парламенту Канади. Але в 1966 році залізничні колії були розібрані, а на їхньому місці прокладено шосе Полковника Бая (англ. Colonel By Drive), по обидва боки якого зберігається зелена зона, а в будівлі вокзалу Юніон розмістили Урядовий конференц-центр, а з 2018 року — Сенат Канади.
Сучасний вокзал Оттава, спроєктований у модерністському стилі Джоном Крессвеллом Паркіном, був побудований у 1966 році й завоював Медаль Массе в архітектурній номінації 1967 року. 2000 року Королівський архітектурний інститут Канади включив вокзал до списку 500 найкращих будівель країни.

## Громадський транспорт
Станція Оттава інтегрована з місцевим громадським транспортом муніципальної компанії OC Transpo через станцію легкого метро O-Train Трамбле, розташовану на північний захід від головного входу, яка також обслуговує деякі автобусні маршрути.

## Галерея

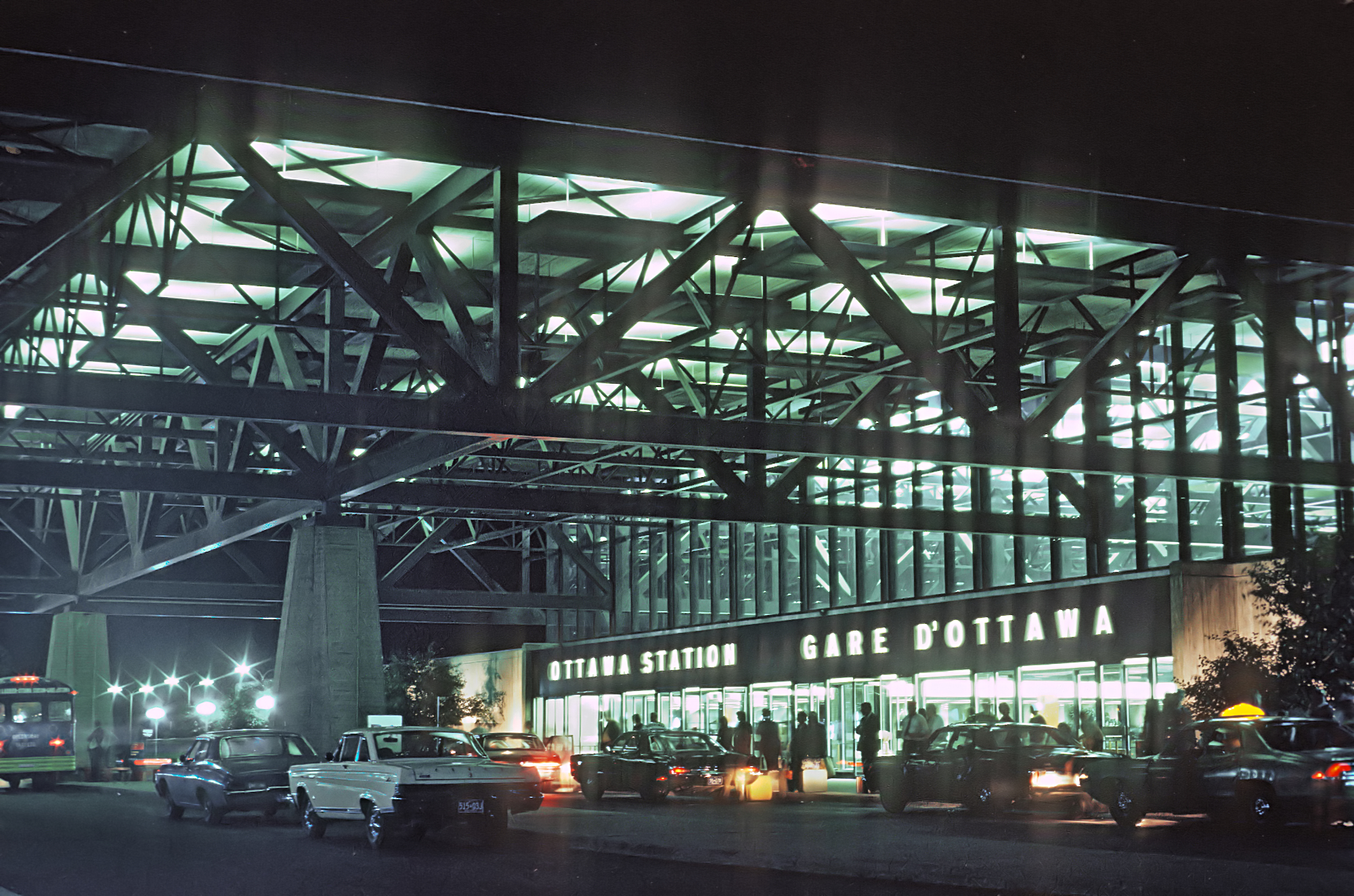
Біля входу до вокзалу (1971)
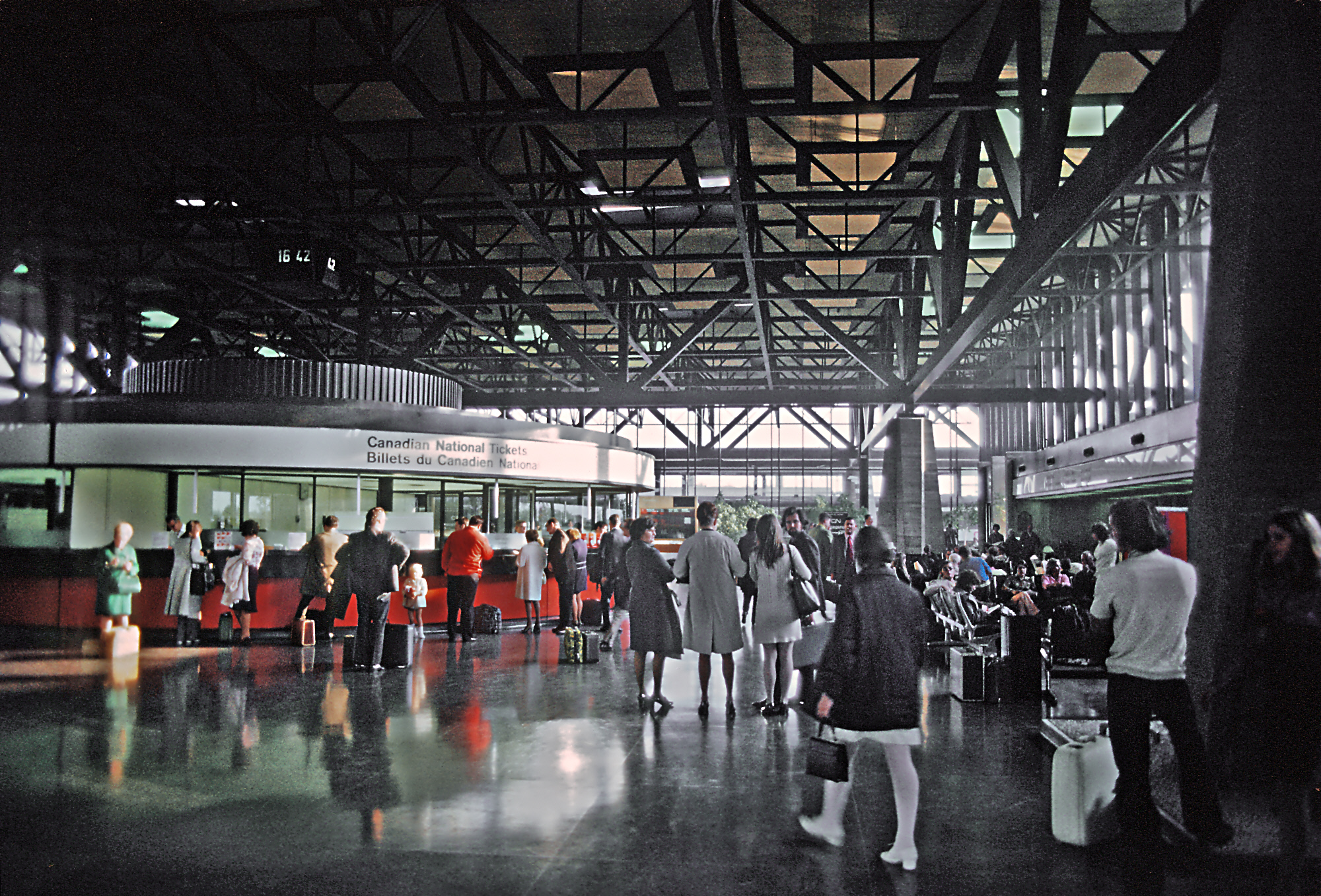
Біля квиткових кас (1971)
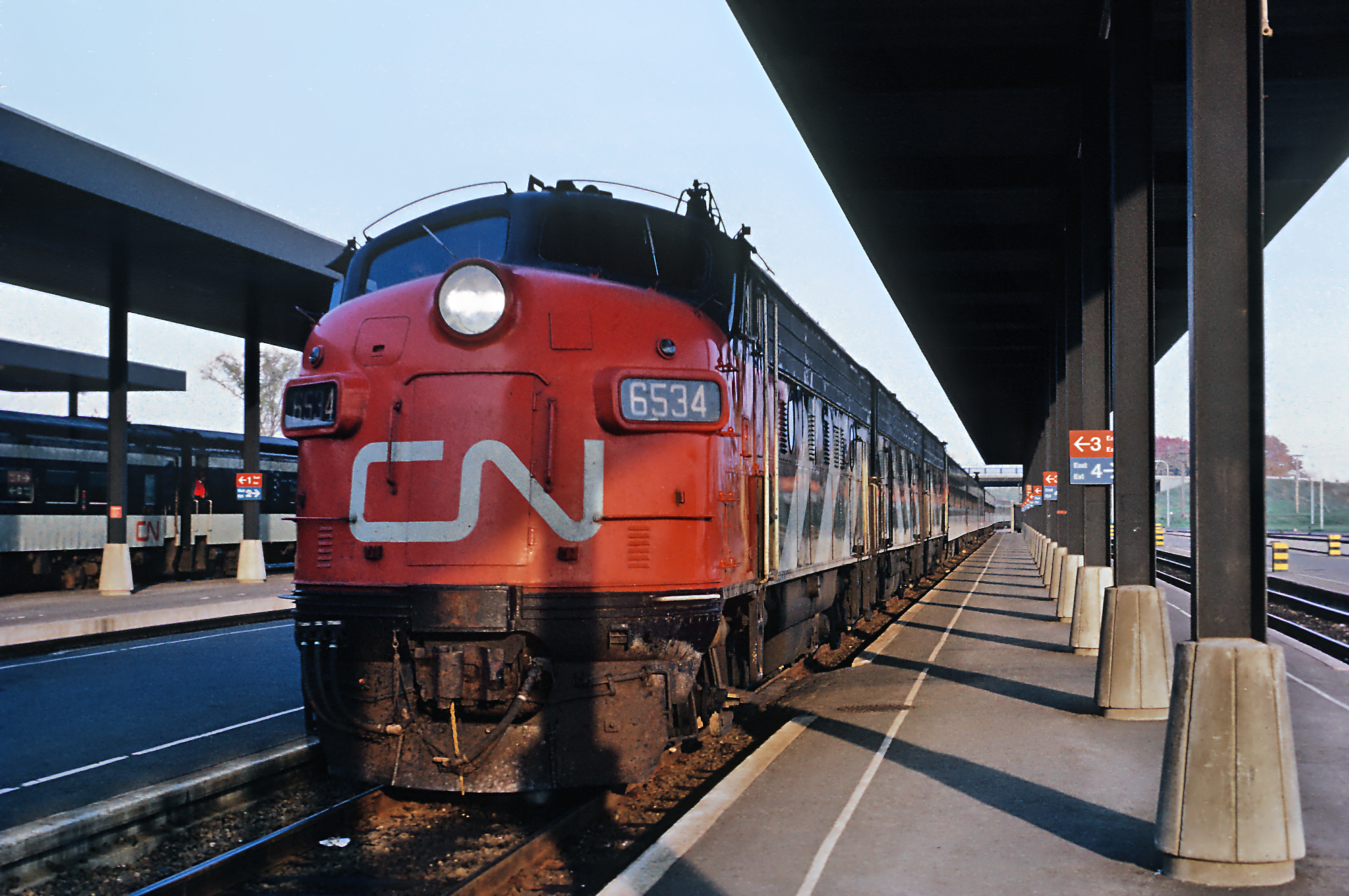
Поїзд компанії Canadian National Railway біля платформи (1971)